# Hubert Géza Wells
Hubert Géza Wells (Gyugy, 1934. augusztus 15. – 2022. december 25.) hollywoodi magyar állatidomár eredeti neve: Will Hubert Géza. 
Az 1950-es évek elején került kapcsolatba a filmvilággal, Homoki Nagy István Cimborák című kétrészes filmjének forgatásán dolgozott. Az 1956-os forradalmat követően külföldre távozott, az Amerikai Egyesült Államokban telepedett le. Itt az 1960-as évek közepétől bontakozott ki állatidomári karrierje: filmekben és televíziós produkciókban vett részt, idomított például oroszlánt, tigrist, leopárdot, elefántot, majmot, tengerimalacot, kutyát és farkast. Szakmai pályafutásának csúcspontját a hétszeres Oscar-díjas Távol Afrikától (1985) című film jelentette, amely személyes kedvence, mert idomított oroszlánjaiból a maximumot tudta kihozni a forgatáson. Karrierje szempontjából fontos alkotás a Sheena, a dzsungel királynője (1984) is, amelyben oroszlánnal, elefánttal, majmokkal, orrszarvúval és más egzotikus állatokkal dolgozhatott együtt, ráadásul munkáját mind szakmailag, mind anyagilag megbecsülték a film alkotói. 2004-ben vonult vissza. Azóta felváltva él az Egyesült Államokban és a Zala megyei Gelsén. Ahogy ő mondja: „Kalifornia az otthonom, de Magyarország a hazám.” Wellst a magyar média gyakran emlegeti Oscar-díjas állatidomárként, ez azonban pontatlan megfogalmazás, mivel az ő szakmájában nem osztanak Oscar-díjat, munkájával azonban számos Oscar-díjas film sikeréhez hozzájárult.

## Karriertörténet

### A gyermekkor
Wells bajor származású édesapja, Will Károly, erdőmérnökként dolgozott egy grófi birtokon. Édesanyja Sebestyén Mária, akinek a szülei Sebestyén Géza (1874-1931), gelsei földbirtokos, Zala vármegye törvényhatóságának a tagja, és a polgári származású Nuszer Mária (1889-1978) voltak. Anyai dédszülei, a polgári származású Sebestyén József és Offner Anna voltak. Ez a család eredetileg a "Sebestián" vezetéknevet viselte, de 1902-ben a gelsei lakos, József és fia Géza, "Sebestyén"re változtatták meg. Wells Hubert tekintélyes ősei között találhatóak anyai dédszülei, ifjabb csatári Nuszer János, gróf Károlyi uradalmi ispánja, és báró Hagen Irma (1855-1919). Ez az ifjabb Nuszer János, idősebb Nuszer János (1812-1882), Munkács város polgármestere, és csatári Hoffman Cecilia (1816-1904) fia volt. Sebestyén Gézáné Nuszer Máriának a fivére csatári Nuszer Lajos, munkácsi közkórházi főorvos, valamint gyermekei Nuszer János Lajos, Nuszer Mária, és Nuszer Matild magyar nemességet, családi cimert és a "csatári" nemesi előnév adományozásában részesültek 1901. október 25-én I. Ferenc József magyar királytól.
Will Károly, fiának, Will/Wells Hubert Gézának, az erdészek és vadászok védőszentje után adta a Hubert nevet és még két szent (Szent László és Pál apostol) nevét, valamint a Géza keresztnevet. A férfi részt vett a gróf fényűző életvitelében, ám ehhez nem volt meg a kellő anyagi fedezete, így idővel eladósodott. Wells négyéves volt, amikor édesapja Ausztriába távozott. A csonka család ekkor költözött Gelsére. A gyerek további nevelésében a család minden tagja részt vett: az édesanya, az egyik nagymama és nagynéni, valamint két nagybácsi, Sebestyén Pál (1918-1942), okleveles gazda, tüzérhadapród, és dr. Sebestyén József (1911-1973). Sebestyén Pál a testmozgásra, József a munkabírásra és a fegyelemre nevelte unokaöccsét. A vidéki életformának és a Balatonon töltött nyaraknak köszönhetően Wells megismerte és megszerette a természetet, a „magyar tenger” növény- és állatvilágát. Gyerekkora nyugodtan és boldogan telt. Fantáziáját különösen megmozgatták a családi könyvtárban található útleírások és vadászhistóriák, melyek többnyire afrikai élményekről szóltak. Nagy hatást gyakorolt rá élete első mozifilmje is, a közeli városban megtekintett Tarzan-produkció Johnny Weissmüllerrel. 1939 nyarán rokonai elvitték a budapesti Állatkertbe, ahol először látott oroszlánt. Saját bevallása szerint ekkor határozta el, hogy egész életében állatokkal szeretne foglalkozni, de akkor még nem idomár akart lenni, hanem oroszlánvadász.

### A háborús évek
1942-ben Sebestyén Pált besorozták, és novemberben az orosz frontra küldték. Wells nagyanyja, csatári Nuszer Mária, minden követ megmozgatott annak érdekében, hogy fiát felmentsék a katonai szolgálat alól, de a hazafias érzelmektől fűtött Pál mindenképpen harcolni akart „a vörös métely, az istentelen bolsevikok” ellen. A fronton halt meg, egy szovjet ágyúgolyó telibe találta a lovával együtt. Huszonnégy évet élt. A háború eleinte távol zajlott az otthon maradottaktól. A másik nagybácsi, dr. Sebestyén József esküvője is erre az időszakra esett; József elvette a tekintélyes nemesi származású felsőpataki Bosnyák családból való felsőpataki Bosnyák Mária Zsófia (1921-1975) kisasszonyt, vitéz felsőpataki Bosnyák Andor (1896-1942), Zala vármegye törvényhatósági bizottságának a tagja, szkv. huszárszázados, és pálfiszegi Pálffy Ilona (1903-1943) lányát. 1945 márciusában azonban bedübörögtek a faluba a szovjet tankok. Wellsék házába orosz tisztek vették be magukat, a családnak csupán egyetlen szobát hagytak meg.

### Az ötvenes évek
A kommunista hatalomátvételt követően államosították a földbirtokokat. Wellséknek 400 holdjuk maradt, mert a nagymama valahogy meggyőzte a pártfunkcionáriusokat arról, hogy a törvényben meghatározott maximum 100 hold földtulajdon nem a család egészére, hanem külön-külön a családtagokra vonatkozik. Wells közben a városi iskolában tanult, és Homoki Nagy István Szárnyas vadászmesterek című könyve tovább fokozta érdeklődését az állatok iránt. Egyik barátja segítségével sikerült befognia egy héját, amelyet Fulgurnak nevezett el. Ez a ragadozó madár volt az első idomított állata, amelyet azonban kénytelen volt szabadon engedni, miután családi birtokukat az állam végül kárpótlás nélkül teljesen kisajátította, és a családnak 48 órát adtak a kiköltözésre. Wells, az édesanyja és a nagymama a Balaton melletti házukba költöztek, amelyet – számukra ismeretlen okokból – nem vettek el tőlük, ám tökéletesen alkalmatlan volt a téli ott-tartózkodásra. Mivel a családot osztályidegennek minősítették, Wellsnek esélye sem volt a továbbtanulásra. Iskolai tanulmányai befejezése után, 1952-ben egy útépítő brigádban kapott munkát. Innen rövidesen a fővárosba ment, ahol csupán egy gépjavító műhelybe vették fel kisegítő munkásnak: az olajos gépeket kellett tisztítania, a műhelyt sepregetnie, és a szerelőknek odavinnie a javításra szoruló alkatrészeket. Egy év múlva még ezt a munkáját is elveszítette, mert csökkent az építkezések száma, kevesebb gépet kellett javítani, így munkaerő-felesleg keletkezett a műhelyben.

### Cimborák
Wells nagynénje hívta fel állatbarát unokaöccse figyelmét arra, hogy a Kossuth-díjas természetfotós és -filmes, Homoki Nagy István Cimborák címmel egy újabb film forgatását tervezi. A segédrendező a család régi ismerőse volt, és közbenjárásának köszönhetően Homoki Nagy fogadta az ambiciózus ifjút, és segédoperatőrként maga mellé vette. Feladata volt többek között az objektívek előkészítése, a Cameflex kamera karbantartása, a filmtekercsek betöltése és persze a rendező kívánságainak lehető leggyorsabb teljesítése. Wells szívesebben foglalkozott volna inkább az állatokkal, és végül sikerült is átkerülnie az állatgondozókhoz és idomárokhoz, ámbár Homoki Nagy nem szívesen engedte el ügyes asszisztensét. A Cimborák forgatása évekig elhúzódott, és a felvett anyagból később két filmet vágtak össze. A forgatás a Kis-Balatonon kezdődött Fickó, a rövidszőrű magyar vizsla, Pletyka, a tacskó és Nimród, a vadászhéja „főszereplésével”. Homoki Nagy kemény munkát követelt a stábtól, de ebben ő maga járt elöl jó példával. Számára nem létezett sem az a szó, hogy „lehetetlen”, sem az a megfogalmazás, hogy „ez csak egy film”. Maga írta a forgatókönyveit, és filmjei minden egyes képkockáját személyesen forgatta le. Ha kellett, heteken át mindennap órákat töltött, nem egyszer életveszélyes magasleseken rejtőzve, hogy lefilmezze a fészkelő kormoránokat és életmódjukat, vagy egy földbe ásott acélládából vegye fel egy hatvan bivalyból álló csorda menekülését a tűz elől. A film érdekében még egy folyó elrekesztésére is utasítást adott. A forgatás téli helyszínére egyszer két gepárdot hoztak, amelyeket Tanganyikában fogtak be. Homoki Nagy azon az állásponton volt, hogy ami jól mutatna egy filmben, azt bele is kell tenni, így a gepárdok is „játszottak” a Cimborákban annak ellenére, hogy ez az állatfaj nem őshonos Magyarországon. A két gepárd betanítása volt Hubert első filmes állatidomári feladata, és ekkor szerezte első sérülését is.

### Az ’56-os forradalom és a disszidálás
Három éve tartott már a Cimborák forgatása, amikor 1956 októberében kirobbant a forradalom. A stábhoz ellentmondásos hírek jutottak el, ezért Wells úgy döntött, felutazik Budapestre, hogy saját szemével lássa, mi történik, és ha szükséges, csatlakozzon az ellenálláshoz. A forradalmi láz őt is magával ragadta, de a szervezett ellenállásban nem vett részt, hanem egyik barátjával hajtottak végre egyéni akciókat. A szovjet csapatok bejövetele után a zöldhatáron át elhagyta az országot Ausztria irányába. Feltett szándéka volt, hogy állatidomárként érvényesüljön, ehhez azonban Ausztria nem tűnt megfelelő terepnek. Merész ötlettől vezérelve visszatért Magyarországra, hogy magához vegye azokat a fényképeit, melyekkel Nyugaton is szemléltetni tudná, mire képes különleges hivatásában. Egyik barátjával sikerült átjutnia az időközben lezárt határon. A határőrök ugyan elkapták őket, de a parancsnokkal elhitették, hogy honvágyuk volt, és belátták, hogy a Nyugat nem nekik való. Wells Budapestre jött, elbúcsúzott az édesanyjától, magához vette a fényképeit, és egyik barátja útlevelével sikerült „legálisan” újra külföldre mennie. Merész akciója nem volt veszélytelen, mert az úti okmányban szerepelt a testmagasság is, Wells azonban húsz centiméterrel magasabb volt a barátjánál. Szerencséjére a magyar határon belüli gyakori útlevél-ellenőrzések során egyszer sem szólították fel arra, hogy álljon fel. Vele utazott egyébként Fickó nyolc hónapos „lánya” is, amelyet Csárdásnak nevezett el. Amikor Wells úgy gondolta, túl sokáig nézegetik az útlevelét, mindig lehajolt, hogy megsimogassa a kutyáját, és remélte, hogy valódi testmagasságát ezzel még jobban leplezni tudja. Bécsben találkozott a Life magazin egyik riporterével, aki azt tanácsolta neki, hogy menjen Amerikába, mert ott azok is érvényesülhetnek, akik valami szokatlan dologgal foglalkoznak. Noha megkapta a korábban kért nyugatnémet vízumot, hiszen eredetileg az NSZK-ba akart menni, végül az Egyesült Államokba induló repülőgépre váltott jegyet.

### Az első évek a tengerentúlon
1957. március 13-án érkezett meg az Egyesült Államokba. Első munkahelye a floridai Parrot Paradise volt, ám szóba sem jöhetett, hogy állatidomárként alkalmazzák, mert ahogyan ő maga mondta: „A madarak nagyobb szókinccsel rendelkeztek, mint én. Amíg meg nem tanultam néhány szót angolul, seprűvel és lapáttal a kezemben kellett reggelente kijárnom a parkolóba, és felszednem a papírdarabkákat, csikkeket, üres kólásdobozokat – magyarul: a szemetet.” Két hónap – alapvetően autodidakta – nyelvtanulás után már foglalkozhatott a tarka papagájokkal, és azt a feladatot kapta, hogy tanítson be nekik valamit. Sikeresen megtanított egy hím arapapagájt csúszdázni. Ezen felbuzdulva a tulajdonos egyre több és egyre bonyolultabb feladatot bízott rá, ám amikor Wells Csárdást is be akarta venni a műsorba, az együttműködés véget ért. A következő komolyabb munkát egy floridai vadasparkban kapta, amolyan mindenes állatgondozóként. Többek között szarvasok, bivalyok, lámák és medvék lakták a parkot. A tulajdonos engedélyezte, hogy Csárdás is a parkba jöjjön a gazdájához. Wells a kutyájával és egy madárral mutatott be közös produkciót, amely a közelben megrendezett vadászkiállításon nagy tetszést aratott.
A kezdő állatidomár közben végig filmes munkákról ábrándozott, ezért magyar barátjával, Sanyival mindenhol próbálkoztak, ahol hajlandóak voltak meghallgatni őket. Az Animal Talent Scouts ügynökség vezetője, Lorraine D’Essen fokozatosan bizalmába fogadta Wellst, és egyre több megbízást adott neki. Az egyik egy kutyaeledel-reklám volt a televízió számára. Ebben az állatnak végig kellett futnia egy keskeny mólón, és körülbelül egyméteres magasságból tétovázás nélkül a vízbe ugrania. A munkára D’Essen egy „csodakutyát” szerződtetett, amelynek Csárdás lett volna a helyettese, de a csodakutya gazdája képtelen volt rávenni a Mister Trouble névre hallgató „sztár”-t a mutatvány végrehajtására, ezért a reklámot végül Csárdással vették fel. A hirdetés a magyar vizslát is „sztárrá” tette, reklámfilmekhez és fotózásokhoz hívták. Wells nem sokkal később elveszítette az állását a vadasparkban egy csaló majomidomár miatt. Egy állatorvos kutyatenyészetében kapott újabb munkát, szintén mindenesként. Noha a majomidomárról rövidesen kiderült, hogy valójában egy szélhámos, Wells nem ment vissza az előző munkahelyére, de elérte, hogy a megüresedett állást barátja, Sanyi kapja meg. A vadaspark lehetőséget adott arra, hogy saját állatot is tartsanak, ezért közösen vettek egy nőstény oroszlánbébit, amelyet Sabornak neveztek el. Sabor együtt nevelkedett Csárdás két kölykével, Amberrel és Rajkóval. Sajnos a vadaspark és az állatorvos praxisa szinte egyszerre indult hanyatlásnak, ezért Wells éjjeliőrnek szegődött a Millbrook College-ba. A sok nehézség mellett azonban szerencse is érte: az ideiglenes tartózkodási engedély után, 1962-ben megkapta az amerikai állampolgárságot.

### A világszenzáció
Wells privát állatkertje az oroszlán után egy leopárddal gyarapodott, amelyet Nabokov regényhőse után Lolitának nevezett el. Az állat egy Sophia Loren közreműködésével készült reklámban szerepelt először. Wells visszaemlékezései szerint a híres olasz filmcsillag azon színészek közé tartozott, akik kifejezetten nem szerettek állatokkal forgatni. A reklám után az idomár egy vicces számot tanított be Lolitának (leopárd), Ambernek (vizsla) és Sapphire-nek (arapapagáj): „Amber egy emelvényen állt, a leopárd pedig egy másikon. Lolita elugrott, és lelökte Ambert a helyéről. Erre Amber gyorsan odafutott Lolita üresen hagyott helyéhez, és felugrott rá. A nagymacska erre ismét ugrott, és lelökte őt. Ami sok, az sok: a kutya erre megragadta a leopárd farkát, hogy az ne tudjon elmozdulni, aztán felugrott mellé, és száját a nagymacska pofájára szorította a régi »idomár feje az oroszlán szájában« rutin variációjaként. A »grand ﬁnalé«-t az jelentette, hogy a leopárdot megforgattam magam körül. A mellső mancsait a kezembe vettem, aztán körbeforogtunk, és végül az utolsó forgás lendületével a vállamra dobtam őt. Az élő leopárdbundába burkolózva aztán királyi módon üdvözöltem a közönséget, és elhagytuk a színpadot.” A szenzációt az jelentette, hogy a dzsungelben a kutya számít a leopárd egyik kedvenc csemegéjének, ezért az idomárok korábban nem próbálkoztak azzal, hogy közös számban léptessék fel a két állatot. Wells produkciója viszont olyan nagy sikert aratott, hogy országos turnéra ment vele. Hamarosan újra Floridában kötött ki, ahol Ross Allen, „a felfedezők, állatgyűjtők és mindenféle mérges csúszómászók szakértőinek egyike” szerződtette a téli szezonra. Wells itt ismerkedett meg Clyde Beattyvel, a legendás állatidomárral, aki négy évtizeden át a film és a cirkusz világának leghíresebb oroszlánszelídítője volt.

### Az áttörés és az első hazalátogatás
Wells első komolyabb megbízatása a show-businessben a Fade Out – Fade In című musical volt, melynek női főszerepét Carol Burnett játszotta. A produkcióhoz oroszlánfókákat kellett idomítania. A Smaxi nevű fóka „összebarátkozott” ugyan a női főszereplővel, de igen barátságtalan volt a Burnett riválisát alakító Tina Louise-zal. Közben a Life magazin több oldalas fotósorozatot közölt a kutya és a leopárd közös számáról, és Wells azt hitte, a cikk után elárasztják az ajánlatok. Nem így történt, a szerencse más módon pártolt mellé. Az egyik előadást megtekintette a Walt Disney Studios egyik rendező-producere, aki úgy gondolta, érdemes lenne Lolita és Amber barátságáról forgatókönyvet írni, és abból filmet forgatni. Wellsnek tetszett az ötlet, de nem gondolta, hogy lesz is belőle valami. Néhány hét múlva azonban értesítették, hogy a forgatókönyv elkészült, a Disney illetékesei elfogadták, vagyis rövidesen kezdődhet a forgatás. Wells úgy döntött, előbb hazalátogat Magyarországra. Immár legálisan lépte át a határt. Találkozott családjával, itthon maradt barátaival, és felkereste Homoki Nagyot is. Szomorúan értesült arról, hogy a Cimborák főszereplői közül Pletyka már nem él, Fickó pedig már csak vegetál. Régi barátja, Ádám két értékes madarat, egy sólymot (Boszorka) és egy hollót (Edgár) ajándékozott neki, de azt tanácsolta, hogy mint héját és varjút vigye át őket a határon. Wells szerencséjére egyik határőr sem értett a madarakhoz.

### Állatkert az udvaromban
Wells első igazi filmes munkája a vasárnap esténként sugárzott Disney-sorozat, a Wonderful World of Color részeként készült Zoo in My Backyard (Állatkert az udvaromban) címmel. A produkcióban feladatot kapott Lolita (a leopárd), Amber és Rajkó (a két vizsla), továbbá különféle keverékkutyák és egy Fingers nevű majom, amely Wells egyik barátjáé volt. A történet szerint egy fiatal özvegy megvásárol egy lepusztult faházat a hegy lábánál, és önerőből felújítja. Egyszer azonban egy arra járó showman karambolozik az autójával, a benne szállított állatok pedig megszöknek. Szerencsére a hősnő ért az állatokhoz, úgyhogy a film happy enddel ért véget. Az élet azonban utánozta a művészetet, mert a forgatáson „alkalmazott” állatok is olykor elszökdöstek, de szerencsére azokat is sikerült újra befogni. Wells a kulisszákon kívül érzelmi kapcsolatba került a női főszerepet játszó színésznővel, akinek féltékenységi jelenetei idővel a forgatás nyugalmát és menetrendjét is veszélyeztették. Ennek tudható be, hogy a rendező a következő munkájához már nem szerződtette Wellst.

### Jungleland
A magyar állatidomár a Disney-forgatás után honfitársa, Törzs Iván (Ivan Tors) Africa U. S. A. nevű cégénél próbált állást találni, de kutyás-leopárdos számának köszönhetően végül a konkurencia, a Jungleland alkalmazta. Ez ideális hely volt mindazok számára, akik a szakma legnagyobbjaival akartak találkozni, tanulni tőlük, és együtt dolgozni velük. Wells itt találkozott például Melvin Koontz idomárral, aki csak oroszlánokkal, tigrisekkel, leopárdokkal és pumákkal foglalkozott, és Mabel Starkkal, az első női tigrisidomárral, aki akkor már hetven fölött járt, de még aktív volt a szakmában. Wells véleménye szerint Mabelt „nem volt könnyű szeretni…, de annál könnyebb volt csodálatot érezni iránta.” A Jungleland alkalmazottjaként Wells újabb filmezési lehetőségekhez jutott. Bruce Lee-vel dolgozott együtt a Zöld darázs (1966) című tévésorozat egyik epizódjában: ő alakította a rosszfiú leopárdjának áldozatait. Magát a leopárdot eredetileg három állat játszotta volna, de végül csak az egyikkel, a különösen jó formában lévő Lolitával oldották meg a jeleneteket.

### Doktor Dolittle
Nagyszabású vállalkozás volt az állatok nyelvén értő orvosról szóló családi film, a Doktor Dolittle (1967), melynek címszerepére Rex Harrisont szerződtették. Wells emlékei szerint az egyébként kiváló színész a valóságban nem igazán értett az állatok nyelvén, és még több heti forgatás után is olykor mereven viselkedett az állatos jelenetekben. Ezekből viszont akadt bőven, hiszen Doktor Dolittle például egy rinocéroszon közlekedett, illetve meglovagolt egy zsiráfot is. Ezeket az állatokat – ahogyan a fókákat is – Wells idomította. A filmben látható Niagara-vízesést valójában stúdióban vették fel: egy szikla tetejére tűzoltótömlőket helyeztek, és a belőlük alázúduló víz helyettesítette a valódi vízesést. Mindazonáltal a stáb külső helyszíneken is dolgozott, például négy hétig St. Lucia szigetén. A forgatást még a komolyabb balesetek sem hátráltatták jelentősen: így például az sem, amikor a St. Lucia-i utazást megelőzően az egyik elefánt szállítás közben rátámadt az egyik idomárra, és súlyos sérüléseket okozott neki. A film forgatása 1967 márciusában ért véget. A Doktor Dolittle nagy sikert aratott, kilenc Oscar-díjra jelölték, és kettőt meg is kapott.

### Csillogó vízgyűrűk
A Doktor Dolittle-ben végzett munkájáért kapott gázsiból Wells nemcsak megvehette élete első autóját (egy fekete-piros Camarót), hanem hat hétre elutazhatott gyermekkori álmai helyszínére, Afrikába. Tanzániában megismerkedett a neves Afrika-kutatóval, Nagy Endrével. Miután visszatért az Egyesült Államokba, szomorúan tapasztalta, hogy a Jungleland végleges hanyatlásnak indult, és 1969 októberében egy aukcióval egybekötve végleg bezárta kapuit. Az intézmény nagy sztárja, Mabel Stark nem érte meg ezt a szomorú véget: másfél évvel korábban öngyilkos lett. Mabel halála és a Jungleland bezárása közötti időszakban forgatta Wells a Csillogó vízgyűrűk (1969) című filmet. Gavin Maxwell bestsellerjének adaptációja egy különc férfiról és egy vidráról szólt. Wells és Jack Couffer rendező hamar megtalálták a közös hangot egymással, és később is dolgoztak együtt. A munka bonyolultságának érzékeltetésére elég felidézni az egyik rendezői óhajt: „…azt szeretném, hogy Oliver [a vidra] szaladjon le a tóhoz, és keressen angolnákat a reggelijéhez. Ezen a reggelen azonban az angolnák átúsztak a Droon-szigethez. Aztán azt szeretném, hogy jöjjön ki a vízből, hullámozzon oda Bill Travershez [a férfi főszereplőhöz], nézzen vissza a bal válla felett, vonja meg a vállát, és mondja azt, hogy »nincs angolna«.” Az egyik vasúti jelenetben Wells színészként is feltűnik, mivel senki nem vállalta, hogy egy vidra a nyakába másszon, és a füle körül szaglásszon. Az anglomán Wells azonban élvezte, hogy egy esernyős-keménykalapos brit gentlemant játszhat az általa idomított állattal közös jelenetben.

### A hetvenes évek
Az amerikai ABC tévétársaság számára készült a Lancelot Link, a titkos csimpánz című sorozat, amely egyfajta James Bond-variáció – állatszereplőkkel megvalósítva. A pozitív oldalon (A. P. E. = Agency to Prevent Evil, bár a mozaikszó utalás a majom szó angol megfelelőjére is) álló szereplők: Lancelot Link, Mata Hairy, Darwin parancsnok (Charles Darwin tiszteletére) és Bruce. A „gonoszokat” (a C. H. U. M. P. – Criminal Headquarters of Underworld Master Planning szervezet tagjait) olyanok képviselik, mint Baron von Butcher, Dragon Woman, Creto, Wang Fu, a Hercegnő, Ali Assa Seen és dr. Strangemind. (Strangemind neve utalás Stanley Kubrick híres filmje, a Dr. Strangelove főszereplőjére.) Strangemind filmbeli belépője Lugosi Béla legendás Drakula-alakítását idézte: köpenye szegélyével takarta el az arcát, mint a híres magyar színész. Az egyik orangután – Hitchcock nyomdokain járva – minden epizódban feltűnt néhány másodpercre, minden különösebb funkció nélkül: hol stoppost játszott, hol beteget a fogorvosnál, hol pedig pöttyös fürdőruhában napozott. Wells egy robotgorilla szerepében színészként is megjelent a képernyőn. Véleménye szerint „egyetlen idomár sem dolgozott keményebben, és röhögött nagyobbakat, mint mi a Lancelot Link, a titkos csimpánz forgatásán.”
A Csillogó vízgyűrűk rendezője, Jack Couffer 1972-ben Elza kölykei címmel forgatott folytatást a nagy sikerű Elza, a vadon szülötte (1966) című filmhez. Wells kapta a feladatot, hogy kiválogassa és beidomítsa az oroszlánokat a filmszereplésre: a három kölyök (Jespah, Gopa és a kis Elza) eljátszására három különböző korú oroszlán kellett, továbbá mindegyiknek egy-egy helyettes, valamint két felnőtt oroszlán, amelyek a visszaemlékezős jelenetekben Elzát játszották. Wells számára igen nehéz feladatot jelentett ez a film, mert szinte minden jelenetben két-három oroszlánkölyökkel egyszerre kellett elvégeztetnie különféle dolgokat, ügyelnie arra, hogy egyforma sebességgel mozogjanak, és arra, hogy ne harapdálják egymás fenekét, ami a kölyök oroszlánok kedvenc játéka. A forgatást meglátogatta az Elza-történetek szerzője, Joy Adamson is. Wells visszaemlékezései szerint az oroszlánokat irritálta Adamson jelenléte: talán megérezték, hogy az asszony túl konokul akarja szeretni őket, anélkül, hogy valóban odafigyelne rájuk. Bár a film két főszereplője, Nigel Davenport és Susan Hampshire eleinte tartottak az állatoktól, mégis megbíztak Wells szaktudásában, és az oroszlánok is megkedvelték őket. Senkinek nem esett baja a forgatáson – ahogyan máskor sem a Wells által idomított állatok esetében –, pedig a történet szerint a női főszereplőnek egyszer még a fekhelyét is meg kellett osztania az egyik oroszlánnal. Ugyanakkor egy orrszarvú kis híján felnyársalta Wellst az egyik jelenet forgatásán, amikor a sokadik ismétléskor a másik idomárral együtt kicsit már fáradt volt. Az Elza kölykei egyébként oly nagy sikert aratott, hogy Elza történetéből két évvel később tévésorozat is készült.
1975-ben Wellst egy olasz stáb szerződtette egy olyan produkcióhoz, amelyben Giuliano Gemma és Ursula Andress játszották a főszerepeket. A forgatás Rhodesiában zajlott, Wellsnek ismét egy csimpánzt kellett idomítania. Ellentétben az amerikai produkciók általában olajozott forgatási gépezetével, az olaszok kissé kaotikusan dolgoztak. Így például elfelejtették előre bejelenteni a rhodesiai hatóságoknak, amikor egy lövöldözős jelenetet vettek fel a Victoria Falls Hotel közelében. Az országban azonban akkoriban polgárháború dúlt, így szinte perceken belül katonai egységek jelentek meg a lövöldözés helyszínén – élesített fegyverekkel. A félreértést sikerült következmények nélkül tisztázni. Az is megesett, hogy az élelmezésről gondoskodó személyzetet nem tájékoztatták egy külső forgatási napról, így a stáb tagjai egész nap éhen maradtak, hiába várták az ebédjüket. A szervezetlenséget Wells a saját bőrén is megtapasztalta. A forgatás befejezése után csak Johannesburgig fizették ki a repülőjegyét, és azzal ámították, hogy a stáb ottani képviselője átadja majd neki a Los Angelesig szóló jegyet. Természetesen senki nem várta őt Johannesburgban, Wells viszont bevárta a következő géppel érkező producert, és behajtotta rajta az előre megbeszélt járandóságát. A kaotikus körülmények között felvett anyagból egyébként két filmet is összevágtak: az Afrika Expressz (1976) és a Szafari Expressz (1976) évekkel később Magyarországra is eljutott.
Ugyancsak 1976-ban mutatták be a Hawmps! című filmet, amely valós motívumok alapján készült: az Egyesült Államok 13. elnöke, Millard Fillmore (1800–1874) hivatali ideje alatt kísérlet történt arra, hogy az amerikai hadsereg lovait tevékre cseréljék fel, közvetlenül Észak és Dél háborúja előtt. Az elképzelés balul sült el, akár csak az erről szóló film, mert ahogy Wells is megjegyezte, egy aranyos kiskutya, egy delfin vagy akár egy oroszlán sikerre tud vinni egy filmet, de a tevék nem. A bukást két Stewart Raffill-film követte, a Keresztül a nagy vízválasztón (1976) és a Hajótöröttek (1979), melyek közül az előbbit a magyar mozik is bemutatták. Az utóbbiban Wellsnek egy pézsmatulok elől kellett menekülnie. Az első felvétellel a rendező nem volt tökéletesen elégedett, ezért ismétléseket rendelt el. A negyedik felvételnél a pézsmatulok a térdhajlatánál megsebesítette az idomárt. A Robinson család kalandjait (1979) a régi barát, Jack Couffer rendezte. A forgatás legnagyobb nehézségét kivételesen nem az állatok jelentették, hanem a gyerek szereplő, Ham Larsen, aki hamar rájött arra, hogy néhány hét munka után, amikor már nem lehet őt lecserélni, szabad folyást engedhet pillanatnyi hangulatának és szeszélyeinek, és ha nem volt kedve a filmforgatáson gyakran előforduló ismétlésekhez, akkor egyre unottabban dolgozott. És valóban nem lehetett lecserélni őt, hiszen egy filmtrilógia befejező részéről volt szó, és a szerepet az előző két részben is ő játszotta.
Couffer rendezésében készült Az utolsó zsiráf (1979) című film is, amely Betty Leslie-Melville regénye, a Raising Daisy Rothschild adaptációja. Az eredeti címben szereplő Rothschild egy afrikai zsiráffajta neve: az 1970-es években körülbelül 180 példány élt ebből a fajból Kenya északi részén. Komoly nehézséget okozott a filmben szereplő állat megtalálása, mert az elsőként kiválasztott példány, egy hathetes nőstény a legnagyobb odafigyelés és gondoskodás ellenére is két hét alatt kimúlt, még mielőtt elkezdődhetett volna a tényleges forgatás. Utódja, egy hasonló korú hím szintén elpusztult két héttel a kiválasztása után. A harmadik állat egészsége érdekében a produkció Angliából hozatott egy állatorvost, aki speciális táplálkozást rendelt el. Ennek köszönhetően a zsiráf valósággal kivirágzott, és rövid időn belül készen állt a forgatásra is. A további munkát azonban maga az írónő nehezítette meg, mert valósággal agyondédelgette a zsiráfot. Wells arra kérte őt, hogy tartsa magát távol az állattól, ugyanis az emberek közelsége stresszt jelent a zsiráfnak, vagyis csak azok jelenléte indokolt, akikre valóban szükség van az eredményes munkához. Miután a film elkészült, a sértődött Betty Leslie-Melville örökre kitiltotta a forgatás helyszínéül szolgáló zsiráfbirtokáról Wellst és a segédjét. Az utolsó zsiráfról egyébként javarészt lesújtó kritikák jelentek meg, különösen a két főszereplőt (Susan Anspach és Simon Ward) bírálták élesen, a zsiráfokat és az operatőri munkát azonban a többség dicsérte.

### Sheena, a dzsungel királynője
A nyolcvanas évek elején Wells közreműködött az elismert rendező, John Schlesinger Mulató a sztrádán (1981) című filmjének forgatásán. Igencsak látványos és meghökkentő feladatot kapott: egy elefántot kellett megtanítania vízisíelni. Ennek ellenére a meglehetősen zavaros cselekményű film mind kritikailag, mind anyagilag megbukott. John Guillermin az 1970-es években kiugró kasszasikert (Pokoli torony, 1974) és kínos bukást (King Kong, 1976) egyaránt rendezett. Sheena, a dzsungel királynője (1984) című alkotása bukásai számát gyarapította: a filmet öt kategóriában jelölték Arany Málna díjra, és csak azért nem győzött, mert mindegyik kategóriában akadtak nála rosszabbak. Wells szerint Guillermin csupán az állatok körül dolgozókkal bánt kedvesen és tisztelettel, ami abban is megnyilvánult, hogy az idomár pályafutásának ez volt az egyetlen olyan filmje, amelynek forgatásán minden kérését figyelembe vették és teljesítették. Nem csoda, hiszen a történetben nagy szerep jutott az állatoknak, tehát értelmetlenség lett volna épp az ő rovásukra spórolni a gyártási költségeken. A Los Angeles Times kritikusa később elismerően ezt írta: „Az állatok… annyira jól vannak idomítva, hogy szinte az összes színészt lejátsszák a vászonról. H. G. Wells megtanította őket, hogyan gyaluljanak le egy falut, fordítsanak fel tankokat és autókat, a csimpánzok pedig úgy libbennek át a képen, hogy kezeikkel feltűnés nélkül eltakarják legszemélyesebb részeiket. Szinte végig hibátlan.” Sokkal kevesebb dicséret jutott a színészeknek, így például a címszerepet játszó Tanya Robertsnek, aki az egyik Arany Málna esélyese volt. A forgatást egyébként végigkísérte Roberts és a színészi babérokra vágyó valódi hercegnő, a Sheena mostohaanyját alakító Torói Erzsébet (Elizabeth of Toro) állandó civakodása. A mű kínos kudarca ellenére később tévésorozat is készült a történetből (más szereposztással).

### Távol Afrikától
Úgy alakult, hogy a legkedvezőbb munkakörülményeket biztosító film, a Sheena, a dzsungel királynője után rögtön az az alkotás következett, amely Wells számára is a szakmai csúcsot jelentette: a Távol Afrikátólt (1985) 11 kategóriában jelölték Oscar-díjra, és hetet meg is kapott. A produkció alapjául Karen Blixen önéletrajzi vonatkozású regénye, a Volt egy farmom Afrikában szolgált. A főszerepeket Meryl Streep, Robert Redford és Klaus Maria Brandauer játszották. Wells feladata az oroszlános jelenetek betanítása volt, melyek során a maximális teljesítményt tudta kihozni az állataiból. A négy oroszlános jelenet között volt olyan, amelyet veszélyessége miatt nem lehetett a női főszereplővel megvalósítani, ezért Meryl Streepet Wells egyik munkatársa, Doree Sitterly helyettesítette ezekben a képsorokban. Wells visszaemlékezései szerint „Meryl két nappal később bukkant elő, akkor vették fel vele a közeliket. A forgatás utáni interjúkban viszont részletekbe menően ecsetelte, hogyan harcolt a birtokra betörő oroszlánokkal.” Az egyik legnehezebb jelenet az volt, amikor két oroszlán rátámad a két főszereplőre, akik lelövik az állatokat. „Ezt úgy oldottuk meg, hogy napokon át ugyanazon az útvonalon futtattam az oroszlánokat. Aztán ástunk egy fél méter mély gödröt az útjukban, és a gödör alját kibéleltük habgumival. Amikor az oroszlánok teljes sebességgel rohanva elérték az akadályt, elvesztették az egyensúlyukat, és elcsúsztak, pontosan a kamera felé zuhanva. Az illúzió tökéletesen sikerült.” Forgatás közben Wells nézeteltérésbe keveredett a producerrel, sőt magával a rendezővel, a világhírű Sydney Pollackkal is. A producer féltette a színészek testi épségét, ezért fegyveresek jelenlétét követelte, hogy azonnal agyonlőjék az állatokat, ha azok rátámadnának valakire. Wells azonban meggyőzte arról, hogy épp a fegyverek és fegyveresek jelentenék a legnagyobb rizikófaktort. Pollack amiatt türelmetlenkedett, hogy az egyik idomított oroszlánnal, Asalival tervezett jelenet nem sikerült elsőre, az ismétlések viszont tetemes pluszköltséget jelentettek. Wells udvariasan közölte vele, hogy a legfontosabb szempont az emberek és az állatok testi épsége, és a kívánt jelenet ennek maximális figyelembevételével is megvalósítható lesz. A harmadik próbálkozás hozta meg a megfelelő eredményt, a stábtagok kemény munkája pedig a megérdemelt sikert: a Távol Afrikától Pollack legnépszerűbb és legsikeresebb filmjévé vált, olyan romantikus örökzölddé, mint az Elfújta a szél (1939) vagy a Casablanca (1942).

### AzX programés az állatkínzási vád
Az X program (1987) állítólag megtörtént eset alapján készült, és az állatokkal való kegyetlen bánásmódra akarta felhívni a figyelmet. A filmben szereplő állatok felkészítésével eredetileg Ron Oxley-t, az egyik legkiválóbb idomárt bízták meg, aki azonban a munka kezdetén elhunyt, így Wellst szerződtették helyette. Három majom jutott fontos szerephez a filmben: Karanja (a Sheenában is szerepelt), valamint a filmstúdió két saját állata, Willie és Harry. Az egyik forgatási napon Willie rá akart ugrani a női főszereplőre, Helen Huntra, ám az idomár sérülés nélkül megfékezte az állatot. Willie két héttel később a rendezőt, Jonathan Kaplant vette célba, ám itt is sikerült baleset nélkül véget vetni a kínos incidensnek. Sokkal komolyabb következményekkel járt az a jelenet, amelyben a cselekmény szerinti kísérletezést megelégelő Karanja előbb elveszi a sokkolót a felügyelőjétől, majd átdobja a férfit az asztalon. Bár a sokkoló csupán ártalmatlan kellék volt, mégis elterjedt az a pletyka, hogy a majmok idomításához használták. Ez a pletyka tovább terebélyesedett, amikor a forgatás végén Willie és Harry egy állatmenhelyre került, noha Wells felajánlotta, hogy magához veszi őket. A menhely főnöke, Wally Swett hangot adott azon meggyőződésének, hogy a két majmot lelki trauma érte a forgatáson. Ragaszkodott ahhoz, hogy felkeresse Wellst a birtokán, és meggyőződjön az ottani állatokkal való bánásmódról. Wells visszautasította az indokolatlan vádakat, és nem fogadta Swettet, ugyanakkor kijelentette, hogy áll elébe mindenfajta hivatalos ellenőrzésnek. Swett válaszul feljelentette a film négy idomárját állatkínzás vádjával. Az esetet felkapta az amerikai média, hiszen a vád mellett és ellene egyaránt számos híresség felsorakozott. A hatóságok végül ejtették a vádat, és eredménytelenül zárult a Swett által ugyanebben az ügyben kezdeményezett polgári per is. Az esetnek közel 20 évvel később, 2006-ban szomorú és ironikus végkifejlete lett, amikor Swett menhelyéről, a Primarily Primatesről kiderült, hogy az ottani állatokat rettenetes körülmények között tartják, és a hatóságok bizonyos könyvelési szabálytalanságokat is feltártak.

### A kilencvenes évektől napjainkig
René Guillot Sirga, az oroszlán című könyvének filmváltozatát franciák filmesítették meg, a forgatás helyszíne Afrika volt. Wells ekkor ismerkedett meg világhírű kollégájával, Thierry Le Portier-vel, aki a nagymacskák specialistájának számít. A legtöbb európai állatidomárhoz hasonlóan Le Portier rövid, lényegre törő német parancsszavakat használ az idomításhoz. A két kolléga remekül megértette egymást, ám annál nagyobb ellentétek feszültek a rendező (Patrick Grandperret) és az afrikai lakosok között. Forgatás közben ugyanis a stáb kávécserjéket és mangófákat pusztított el, a helyieknek kárpótlásul adott váltókat azonban a helyi bank elegendő készpénz hiányában nem tudta beváltani. Emiatt a falusiak tüntetést rendeztek, és eltorlaszolták a forgatás helyszínére vezető utat. Amolyan békeajánlat gyanánt a rendező megígérte, hogy az egyik jelenethez épített gyönyörű díszletfalut forgatás után átengedik a helyieknek. Arról azonban nem szólt, hogy abban a jelenetben rabszolga-kereskedők támadnak a falura, és porig égetik azt. A francia stáb üszkös hamvakat és rossz emlékeket hagyott maga után, amikor Elefántcsontpartról továbbutazott a következő helyszínre, Zimbabwéba.
Wells és Thierry Le Portier együtt vettek részt a Ragadozók (1996) forgatásán is. A film cselekménye megtörtént eseményeken alapul: Viktória angol királynő vasútvonalat akart építtetni az Indiai-óceántól a Viktória-tóig. A munkálatokat Patterson ezredes irányította. A Tsavo folyó partjának mentén élő hím oroszlánok közül két hatalmas példány tizedelni kezdte a munkásokat, míg végül Pattersonnak sikerült kilőnie mindkét vadállatot. Később könyvet írt az eseményekről A Tsavo emberevői címmel. A regényből William Goldman írt forgatókönyvet. Goldman az egyik oroszlánt fehérnek, a másikat feketének írta le, ezért az illetékesek azt akarták, hogy a munkában részt vevő idomárok fessék be az állataikat. A végeredmény azonban egyszerre volt siralmas és nevetséges, így végül mindegyik oroszlán az eredeti színében szerepelt a filmben. Anyagi okokból a Kelet-Afrikában játszódó történetet Dél-Afrikában forgatták, ami Wells szerint komoly hiba volt, hiszen egészen mások a tájak, a színek és a fényviszonyok is. A stáb a Komati Vadrezervátumban dolgozott, ahonnan egy idő után kitiltották, mert állítólag nem egyenlítette ki a számlákat. A nézeteltérések valahogy elrendeződtek, a filmet bemutatták, de a biztató kezdet után a közönség érdeklődése visszaesett, és a Ragadozók tulajdonképpen megbukott.
Wells az új évezred elején már a visszavonulást fontolgatta, Thierry Le Portier meghívására azonban elvállalta, hogy részt vegyen az Oscar-díjas Jean-Jacques Annaud újabb állatos filmje, a Két testvér (2004) kambodzsai forgatásán. Ez alkalmat jelentett arra is, hogy megtekintse Angkor-Vat ősi romjait. A stáb nem kevesebb mint 34 tigrissel látott munkához. A kambodzsai hőség mind az embereket, mind az állatokat alaposan megviselte, Annaud azonban nem akart tudomást venni erről a körülményről, és amikor 90 eredményes forgatási nap után a 91. eredménytelenül zárult, mérgében dühkitörést produkált, és amatőröknek nevezte az idomárokat. A vádakat mindenki igazságtalannak tartotta, hiszen ebben a szakmában a kudarc lehetősége mindig fennáll. A helyzetet végül sikerült megoldani, ám a nehéz munkakörülmények változatlanok maradtak. Annaud egyébként valószínűleg maga sem gondolta komolyan, hogy szerződtetett idomárjai amatőrök lennének, sőt ragaszkodott ahhoz, hogy a forgalmazó feltüntesse Le Portier nevét a filmplakátokon is. Ilyen megtiszteltetésben azelőtt állatidomár sosem részesült. A Két testvér mindazonáltal nem aratott különösebb sikert, számos országban a mozikat kihagyva rögtön DVD-n hozták forgalomba.
A Két testvér volt Wells utolsó filmje, amelyben idomárként vett részt. Négy és fél évtized után abbahagyta ezt a munkát, és azóta egyéb céljait igyekszik megvalósítani. Hosszú évekig írta angol nyelvű önéletrajzi könyvét, amely Az állatidomár is ember címmel először magyarul jelent meg a 2013-as Ünnepi könyvhétre a Scolar Kiadó gondozásában. Nem mondott le azonban arról, hogy a mű angol nyelven is eljusson az olvasókhoz. Könyvének megjelenése alkalmából újra hazalátogatott Magyarországra, ahol évente egyébként is hosszabb időt szokott eltölteni. Ekkor forgatták róla az A Hungarian Falconer in Hollywood című dokumentumfilmet. Wells forgatókönyvet írt Fekete István Emberek között (1944, az 1979-es kiadás címe: Derengő hajnal) című regényéből, melynek megfilmesítési jogát évekkel korábban megszerezte. Szeretné, ha ebből egyszer film készülhetne, mert „szebben az állatokról nem írtak magyarul, de talán más nyelven sem.” 1998 decemberében a Filmkultúra online változata arról számolt be, hogy a következő évben indul a forgatás Bitskey Tibor, Hegyi Barbara, Németh Kristóf és Deák Andrea főszereplésével (operatőr a világhírű Jean Badal, vagyis Badal János), de anyagi okok miatt a mű végül mégsem valósult meg. Mindazonáltal 2003-ban Wells és Bitskey együtt játszottak a Kire ütött ez a gyerek? című rövidfilmben, amely Janikovszky Éva egyik írása alapján készült.
Wells önéletrajzi könyvében több saját forgatókönyvéről is említést tesz, melyek közül az egyik, a Kwa-heri! (Viszlát!) című Afrikában játszódó romantikus történet 2014-es forgatását már bejelentették. A rendezést az akciófilmjeiről ismert Mark L. Lester (Kommandó, 1986; Leszámolás Kis-Tokióban, 1991) vállalta. Wells 2007-ben egyike volt azoknak, akik határozottan vitatták, hogy az a majom, amelyet az idős Csitaként ünnepeltek az amerikai médiában, valóban azonos lenne a Tarzan-filmek egykori állatszereplőjével. Kortárs és szavahihető tanúk támogatásával rávilágított azokra az ellentmondásokra, amelyek a majom akkori gazdája, Tony Gentry szájából hangzottak el az elmúlt évtizedek alatt, és amelyek alapján sem az állat pontos életkora, sem származási helye nem azonosítható be egyértelműen. A reális tényeknél azonban erősebb maradt a legenda, és „Csita” hivatalosan nyolcvanévesen hunyt el, 2011 szentestéjén.

## Válogatott filmográfia
- 2004: Két testvér (Deux frères)
- 2001: The Old Man Who Read Love Stories
- 1998: Babe 2 – Kismalac a nagyvárosban (Babe: Pig in the City)
- 1996: Ragadozók (The Ghost and the Darkness)
- 1996: Vadak ura 3: Braxus szeme (Beastmaster: The Eye of Braxus) (tévéfilm)
- 1994: Tammy and the T-Rex
- 1994: Szabadnapos baba (Baby's Day Out)
- 1994: Fraser és a farkas (Due South) (tévésorozat)
- 1993: Sirga, az oroszlán (L'enfant lion)
- 1992: A szeretet földje (Love Field)
- 1991: Ínyencfalat (Delirious)
- 1991: Csupasz pisztoly 2½ (The Naked Gun 2½: The Smell of Fear)
- 1987: X program (Project X)
- 1986: A Barlangi Medve népe (The Clan of the Cave Bear)
- 1985: Távol Afrikától (Out of Africa)
- 1984: Sheena, a dzsungel királynője (Sheena)
- 1981: Mulató a sztrádán (Honky Tonk Freeway)
- 1979: Az utolsó zsiráf (The Last Giraffe) (tévéfilm)
- 1979: A Robinson család kalandjai (Mountain Family Robinson)
- 1978: Hajótöröttek (The Sea Gypsies)
- 1976: Keresztül a nagy vízválasztón (Across the Great Divide)
- 1976: Hawmps!
- 1976: Szafari Expressz (Safari Express)
- 1976: Afrika Expressz (Africa Express)
- 1975: The Footloose Goose (tévéfilm)
- 1975: Disneyland (tévésorozat)
- 1974: Born Free: The Story of Elsa the Lioness (tévésorozat)
- 1972: Elza kölykei (Living Free)
- 1970: Lancelot Link, a titkos csimpánz (Lancelot Link: Secret Chimp) (tévésorozat)
- 1969: Csillogó vízgyűrűk (Ring of Bright Water)
- 1967: Doktor Dolittle (Doctor Dolittle)
- 1966: Zöld darázs (Green Hornet) (tévésorozat)
- 1960: Cimborák – Hegyen-völgyön
- 1959: Cimborák – Nádi szélben

## Könyv
- Az állatidomár is ember; Scolar, Budapest, 2013; fordította: Jutai Péter, szerkesztette: Kis Kós Antal, ISBN 978-963-244-422-2